# 梅普爾頓 (愛荷華州)
梅普爾頓（英語：Mapleton）是一個位於美國愛荷華州莫諾納縣的城市。

## 地理
梅普爾頓的座標為42°09′51″N 95°47′28″W / 42.16417°N 95.79111°W，而該地的平均海拔高度為347米（即1138英尺）。

## 人口
根據2010年美國人口普查的數據，梅普爾頓的面積為4.14平方千米，當中陸地面積為4.14平方千米，而水域面積為0.00平方千米。當地共有人口1224人，而人口密度為每平方千米295人。